# Microniscus ornatus
Microniscus ornatus là một loài chân đều trong họ Microniscidae. Loài này được Vanhöffen miêu tả khoa học năm 1914.